# SN 1983V
SN 1983V – supernowa typu Ic odkryta 4 grudnia 1983 roku w galaktyce NGC 1365. Jej maksymalna jasność wynosiła 14,67m.